# Torsten Frings
Torsten Frings (* 22. listopadu 1976 Würselen, Německo) je bývalý fotbalový záložník a reprezentant, po skončení aktivní kariéry trenér. V Bundeslize hrál postupně za Werder Brémy, Borussii Dortmund, FC Bayern Mnichov a pak se opět vrátil do Brém. V závěru kariéry hrál za kanadský klub Toronto FC.
První zápas za reprezentaci Německa odehrál 27. února 2001 v zápase proti Francii.
Na Mistrovství světa 2006 se zapojil do pozápasové bitky čtvrtfinále Německa s Argentinou. FIFA vše odhalila a Frings nesměl hrát semifinále, ve kterém Německo nakonec podlehlo Itálii 0:2 v prodloužení.
Od července 2020 je hlavním trenérem německého třetiligového klubu SV Meppen.

## Úspěchy
Klub:
- Bundesliga – vítěz (2004/05) s Bayernem Mnichov
- Německý fotbalový pohár vítěz 1999 s Werderem Brémy, 2005 s Bayernem Mnichov a 2009 opět s Werderem Brémy

Reprezentace:
- Mistrovství světa ve fotbale – 2. místo (2002)
- Mistrovství světa ve fotbale – 3. místo (2006)
- Mistrovství Evropy ve fotbale – 2. místo (2008)
- Konfederační pohár FIFA – 3. místo (2005)